# Mối thù hoàng tộc
Mối thù hoàng tộc (tựa gốc tiếng Anh: Outcast) là phim điện ảnh hành động võ thuật của Mỹ–Trung Quốc–Canada do Nick Powell đạo diễn đầu tay và James Dormer viết kịch bản. Phim có sự tham gia của Nicolas Cage, Hayden Christensen, Lưu Diệc Phi, Ji Ke Jun Yi và An Chí Kiệt. Phim từng khởi chiếu ở Việt Nam vào ngày 3 tháng 10 năm 2014.

## Nội dung
Vào thế kỷ 12 ở Trung Hoa, vị Hoàng đế đang hấp hối quyết định chọn người con trai nhỏ là Hoàng tử Zhao làm người nối ngôi, ông đưa ngọc ấn cho cậu rồi bảo cậu và Công chúa Lian trốn đi thật xa. Hoàng tử Shing - con trai lớn của Hoàng đế - nhẫn tâm giết chết cha mình vì không được truyền ngôi. Shing nắm quyền chỉ huy đội quân Hắc Y Vệ, ra lệnh quân lính truy sát hai người em của mình để lấy lại ngọc ấn và lên ngôi vua.
Trên đường chạy trốn, Lian và Zhao bị quân lính bắt giữ nhưng được giải cứu bởi Jacob - một người đàn ông Tây phương trước đây từng tham gia cuộc chiến Thập tự chinh. Jacob đồng ý đưa công chúa và hoàng tử nhỏ đi tìm các vị tướng quân và kêu gọi sự ủng hộ từ các lực lượng quân đội. Đi ngang qua một ngôi làng bị quân Hắc Y Vệ tàn phá, họ đã cứu một cô bé tên Xiaolei. Cả nhóm ẩn nấp trong kinh thành Jingshao ngoài sa mạc. Tuy nhiên họ bị những người nơi đây bán đứng vì triều đình hứa sẽ trọng thưởng cho người nào chỉ điểm. Cả nhóm tìm cách tẩu thoát khỏi kinh thành.
Đến một vùng núi, cả nhóm được cứu bởi Gallain - người đồng đội cũ của Jacob, bây giờ đã trở thành thủ lĩnh của nhóm sơn tặc ở Trung Hoa với biệt danh Bạch Quỷ. Shing và quân Hắc Y Vệ kéo đến tấn công sào huyệt của Gallain. Gallain và nhóm sơn tặc đã tiêu diệt nhiều lính triều đình nhưng cuối cùng tất cả họ đều bị giết. Jacob chiến đấu tay đôi với Shing nhưng anh sớm bị thương, Lian can thiệp thì bị Shing đâm. Jacob phẫn nộ đánh trả và giết được Shing. Tất cả quân lính đều nhận ra Shing là người ác độc, họ cúi đầu trước Zhao như một vị Hoàng đế mới.
Jacob và Lian vẫn còn sống sau khi bị thương, họ cùng với Zhao và Xiaolei được quân Hắc Y Vệ đưa về kinh thành, nơi Zhao trở thành Hoàng đế mới. Khi Lian nhìn lại thì không còn thấy Jacob đi cùng, anh đặt thanh kiếm của mình bên cạnh ngôi mộ của Gallain rồi bỏ đi, tiếp tục cuộc sống lang thang.